# Russian Roulette (álbum)
| Críticas profissionais | Críticas profissionais |
| Avaliações da crítica  | Avaliações da crítica  |
| Fonte                  | Avaliação              |
| ---------------------- | ---------------------- |
| Allmusic               | [ 1 ]                  |
| Martin Popoff          | [ 2 ]                  |

Russian Roulette é o sétimo álbum de estúdio da banda Accept, lançado em 21 de Abril de 1986. Foi o último álbum da banda com o vocalista Udo Dirkschneider até a sua volta em 1993 no álbum Objection Overruled.
Peter Baltes explicou que o título do disco e a capa são uma expressão dos fortes temas anti-guerra que decorrem pela gravação, mostrando a guerra como um jogo de roleta russa.

## Faixas
Todas as músicas escritas por Accept e Deaffy.
| N.º | Título                    | Duração |  |
| 1.  | "T.V. War"                | 3:27    |  |
| 2.  | "Monsterman"              | 3:25    |  |
| 3.  | "Russian Roulette"        | 5:22    |  |
| 4.  | "It's Hard to Find a Way" | 4:19    |  |
| 5.  | "Aiming High"             | 4:26    |  |
| 6.  | "Heaven Is Hell"          | 7:12    |  |
| 7.  | "Another Second to Be"    | 3:19    |  |
| 8.  | "Walking in the Shadow"   | 4:27    |  |
| 9.  | "Man Enough to Cry"       | 3:14    |  |
| 10. | "Stand Tight"             | 4:05    |  |

## Créditos
- Udo Dirkschneider: Vocal
- Wolf Hoffmann: Guitarra
- Jörg Fischer: Guitarra
- Peter Baltes: Baixo
- Stefan Kaufmann: Bateria

Produção
- Michael Wagener – engenheiro
- Mark Dodson – mixagem
- Bob Ludwig – masterizado no Masterdisk, New York
- Gaby "Deaffy" Hauke – administração, conceito da capa
- Didi Zill Bravo – foto da capa
- Produzido e arranjado por Accept pelo Breeze Music Gmbh

## Desempenho nas paradas
| Ano  | Paradas musicais              | Posição |
| ---- | ----------------------------- | ------- |
| 1986 | German Albums Chart           | 5       |
| 1986 | Swedish Albums Chart          | 9       |
| 1986 | Norwegian Albums Chart        | 16      |
| 1986 | Swiss Albums Charts           | 23      |
| 1986 | UK Albums Chart               | 80      |
| 1986 | Billboard 200 (North America) | 114     |